# Воскресенский (Краснодарский край)
Воскресенский — хутор в муниципальном образовании город-курорт Анапа Краснодарского края. Входит в состав Приморского сельского округа.

## География
Расположен в 7 км от Анапы и в 2 км от черноморского побережья. Поблизости расположена железнодорожная станция Анапа.

## История
Ранее назывался хутором Смолянка. Ныне является промышленным центром города-курорта.
Предыдущее название хутор получил, в соответствии с легендой, от ямщика, пойманного на воровстве, за что его облили смолой. Новое название дано хутору по церковному празднику.
В 1920-х годах в хуторе начал работу первый в СССР виноградарский совхоз «Джемете» и создана конеферма.
У Воскресенского обнаружены источники с сероводородной минеральной водой.

## Население
| 2002 | 2010  |
| ---- | ----- |
| 1204 | ↗1509 |